# Morelos
Morelos er en delstat i Mexico. Den har et areal på 4.941 km² og er dermed en af de mindste delstater i landet.
Morelos deler mod nord og øst grænse med delstaten Mexico, mod øst Puebla og mod syd Guerrero. I 2003 var det anslåede indbyggertal 1.616.900. ISO 3166-2-koden er MX-MOR.
Hovedstaden hedder Cuernavaca. De større byer Cuautla, Jiutepec og Temixco, samt de præ-columbianske ruiner Xochicalco ligger også i delstaten.
Morelos er opkaldt efter José María Morelos, en af heltene fra Mexicos uafhængighedskrig. Emiliano Zapata kom fra Morelos.
1. ↑  www.inegi.org.mx (fra Wikidata).